# From Now On (singolo)
From Now On è un singolo del gruppo rock Supertramp pubblicato nel 1978 proveniente dall'album Even in the Quietest Moments....

## Tracce
- From Now On, 6:18